# Celemino
Celemino war ein spanisches Volumenmaß für trockene Waren, besonders für Getreide.
- 1 Celemino = 4,62 Liter
- 12 Celemines = 1 Fanega =  55,49 Liter

Die Stellung in der Maßkette war:
- 1 Cahiz = 12 Fanegas = 48 Cuartillos = 144 Celemines = 567 Ochavillos = 665,88 Liter